# Ghost Love Score
"Ghost Love Score" är en 10 minuter och 2 sekunder lång låt från det finska opera metal-bandet Nightwishs album Once. Låten komponerades av bandets synthare Tuomas Holopainen. En 12 sekunder längre instrumental version lades till som extra spår på singeln Wish I Had an Angel.
2006 släppte Nightwish sin den liveinspelade dubbel-CD:n End of an Era. Spår 4 på den andra skivan är en liveversion av "Ghost Love Score", vilken är 10 minuter och 28 sekunder lång.